# MAPPA (przedsiębiorstwo)
MAPPA Co., Ltd. (jap. 株式会社MAPPA Kabushiki-gaisha MAPPA) – japońskie studio animacji z siedzibą w tokijskiej dzielnicy Suginami, założone w 2011 roku przez współzałożyciela i producenta Madhouse, Masao Maruyamę.
Studio znane jest z takich tytułów anime jak Wzgórze Apolla, Zagadkowi terroryści, Yuri!!! on Ice, Zombieland Saga, Dororo, Jujutsu Kaisen i Attack on Titan: The Final Season.
MAPPA jest akronimem od Maruyama Animation Produce Project Association.

## Historia
Studio zostało założone 14 czerwca 2011 przez Masao Maruyamę, współzałożyciela i byłego producenta Madhouse, w wieku 70 lat. Murayama pełnił funkcję pierwszego dyrektora reprezentacyjnego firmy, a początkowym celem studia było wyprodukowanie In This Corner of the World. Ze względu na problemy finansowe Madhouse, Murayama i Katabuchi założyli MAPPA w nadziei na wyprodukowanie filmu. Jednak pomimo zmiany studia, film miał wiele problemów z produkcją i został wydany dopiero po 5 latach. Maruyama po raz pierwszy rozpoczął współpracę z Katabuchim nad filmem w 2010 roku, jeszcze za czasów Madhouse, jednakże rozpoczęcie produkcji zajęło trzy lata ze względu na trudności z zebraniem funduszy.
W kwietniu 2016 Maruyama zrezygnował z funkcji dyrektora generalnego studia i objął stanowisko prezesa. Producent studia Manabu Otsuka, były pracownik Studia 4°C, został dyrektorem generalnym po oficjalnym odejściu Murayamy.

## Krytyka
Harmonogramy, praca i kultura studia były przedmiotem intensywnych badań, a weterani animacji, tacy jak Hisashi Eguchi, krytykowali praktyki firmy. Kevin Cirugeda z Sakugablog przypuszczał, że było to spowodowane niezwykle szybkim rozwojem studia i „lekkomyślnością”. Mushiyo, inny animator z MAPPA, również krytykował firmę za brak odpowiedniego szkolenia animatorów i kulturę przepracowania, która doprowadziła do tego, że ostatecznie zrezygnował z pracy w studiu. Oprócz indywidualnego dorobku animatorów w studiu, krytykowali oni również decyzję firmy o produkcji czterech serii jednocześnie.

## Produkcje

### Seriale telewizyjne
| Rok       | Tytuł                                                    | Reżyser(zy)                        | Liczba odcinków | Uwagi                                                                                                 | Przypisy |
| --------- | -------------------------------------------------------- | ---------------------------------- | --------------- | --- | -------- |
| 2012      | Wzgórze Apolla                                           | Shinichirō Watanabe                | 12              | Na podstawie mangi autorstwa Yuki Kodamy. We współpracy Tezuka Productions.                           | [ 10 ]   |
| 2012      | Teekyu                                                   | Shin Itagaki                       | 12              | Na podstawie mangi autorstwa Roots i Piyo.                                                            | [ 11 ]   |
| 2013      | Teekyu 2                                                 | Shin Itagaki                       | 12              | Drugi sezon Teekyu.                                                                                   | [ 12 ]   |
| 2013      | Teekyu 3                                                 | Shin Itagaki                       | 12              | Trzeci sezon Teekyu. Czwarty sezon wyprodukowało Millepensee.                                         | [ 13 ]   |
| 2013–2014 | Hajime no Ippo: Rising                                   | Jun Shishido                       | 25              | Trzeci sezon Hajime no Ippo. Pierwszy i drugi sezon wyprodukowało Madhouse. We współpracy z Madhouse. | [ 14 ]   |
| 2014      | Zagadkowi terroryści                                     | Shinichirō Watanabe                | 11              | Własna twórczość.                                                                                     | [ 15 ]   |
| 2014      | Shingeki no Bahamut: Genesis                             | Keiichi Sato                       | 12              | Własna twórczość. Na produkcji gry produkcji Cygames.                                                 | [ 16 ]   |
| 2014–2015 | Garo: Honō no kokuin                                     | Yuichiro Hayashi                   | 24              | Na podstawie serialu telewizyjnego Garo.                                                              | [ 17 ]   |
| 2015      | Punch Line                                               | Yutaka Uemura                      | 12              | Własna twórczość.                                                                                     | [ 18 ]   |
| 2015      | Ushio to Tora                                            | Satoshi Nishimura                  | 26              | Na podstawie mangi autorstwa Kazuhiro Fujity. We współpracy ze Studiem VOLN.                          | [ 19 ]   |
| 2015–2016 | Garo: Guren no tsuki                                     | Atsushi Wakabayashi                | 23              | Drugi sezon Garo: Honō no kokuin.                                                                     | [ 20 ]   |
| 2016      | Ushio to Tora 2                                          | Satoshi Nishimura                  | 13              | Drugi sezon Ushio to Tora.                                                                            | [ 21 ]   |
| 2016      | Days                                                     | Kōnosuke Uda                       | 24              | Na podstawie mangi autorstwa Tsuyoshiego Yasudy.                                                      | [ 22 ]   |
| 2016      | Yuri!!! on Ice                                           | Sayo Yamamoto Jun Shishido         | 12              | Własna twórczość.                                                                                     | [ 23 ]   |
| 2017      | Idol Incidents                                           | Daisuke Yoshida                    | 12              | Na podstawie projektu medialnego produkcji Mages. We współpracy ze Studiem VOLN.                      | [ 24 ]   |
| 2017      | Shingeki no Bahamut: Virgin Soul                         | Keiichi Sato                       | 24              | Drugi sezon Shingeki no Bahamut.                                                                      | [ 25 ]   |
| 2017      | Kakegurui                                                | Yuichiro Hayashi                   | 12              | Na podstawie mangi autorstwa Homury Kawamoto i Tōru Naomury.                                          | [ 26 ]   |
| 2017      | Shōkoku no Altair                                        | Kazuhiro Furuhashi                 | 24              | Na podstawie mangi autorstwa Kotono Katō.                                                             | [ 27 ]   |
| 2017      | Inuyashiki                                               | Keiichi Sato Shuhei Yabuta         | 11              | Na podstawie mangi autorstwa Hiroyi Oku.                                                              | [ 28 ]   |
| 2017–2018 | Garo: Vanishing Line                                     | Sunghoo Park                       | 24              | Trzeci sezon Garo: Honō no kokuin.                                                                    | [ 29 ]   |
| 2018      | Banana Fish                                              | Hiroko Utsumi                      | 24              | Na podstawie mangi autorstwa Akimi Yoshidy.                                                           | [ 30 ]   |
| 2018      | Zombie Land Saga                                         | Munehisa Sakai                     | 12              | Własna twórczość.                                                                                     | [ 31 ]   |
| 2019      | Dororo                                                   | Kazuhiro Furuhashi                 | 24              | Na podstawie mangi autorstwa Osamu Tezuki. We współpracy z Tezuka Productions.                        | [ 32 ]   |
| 2019      | Kakegurui ××                                             | Yuichiro Hayashi Kiyoshi Matsuda   | 12              | Drugi sezon Kakegurui.                                                                                | [ 33 ]   |
| 2019      | Sarazanmai                                               | Nobuyuki Takeuchi Kunihiko Ikuhara | 11              | Własna twórczość. We współpracy z Lapin Track.                                                        | [ 34 ]   |
| 2019      | To the Abandoned Sacred Beasts                           | Jun Shishido                       | 12              | Na podstawie mangi autorstwa Maybe.                                                                   | [ 35 ]   |
| 2019      | Granblue Fantasy The Animation 2                         | Yui Umemoto                        | 12              | Na podstawie gry wideo produkcji Cygames. Pierwszy sezon wyprodukowało A-1 Pictures.                  | [ 36 ]   |
| 2020      | Uchi Tama?! Uchi no Tama shirimasen ka?                  | Kiyoshi Matsuda                    | 11              | Na podstawie franczyzy autorstwa Sony Creative Products. We współpracy z Lapin Track.                 | [ 37 ]   |
| 2020      | Dorohedoro                                               | Yuichiro Hayashi                   | 12              | Na podstawie mangi autorstwa Q Hayashidy.                                                             | [ 38 ]   |
| 2020      | Listeners                                                | Hiroaki Ando                       | 12              | Własna twórczość.                                                                                     | [ 39 ]   |
| 2020      | The God of High School                                   | Sunghoo Park                       | 13              | Na podstawie manhwy autorstwa Yongje Parka.                                                           | [ 40 ]   |
| 2020      | Mr Love: Queen’s Choice                                  | Munehisa Sakai                     | 12              | Na podstawie gry wideo produkcji Papergames.                                                          | [ 41 ]   |
| 2020      | The Gymnastics Samurai                                   | Hisatoshi Shimizu                  | 11              | Własna twórczość.                                                                                     | [ 42 ]   |
| 2020–2021 | Jujutsu Kaisen                                           | Sunghoo Park                       | 24              | Na podstawie mangi autorstwa Gege Akutami.                                                            | [ 43 ]   |
| 2020–2021 | Attack on Titan: The Final Season                        | Yuichiro Hayashi Jun Shishido      | 16              | Na podstawie mangi autorstwa Hajime Isayamy. Sezony 1–3 wyprodukowało Wit Studio.                     | [ 44 ]   |
| 2021      | Zombie Land Saga Revenge                                 | Munehisa Sakai                     | 12              | Drugi sezon Zombie Land Sagi.                                                                         | [ 45 ]   |
| 2021      | Re-Main                                                  | Masafumi Nishida Kiyoshi Matsuda   | 12              | Własna twórczość.                                                                                     | [ 46 ]   |
| 2021      | The Idaten Deities Know Only Peace                       | Seimei Kidokoro                    | 11              | Na podstawie mangi autorstwa Coolkyousinnjyi.                                                         | [ 47 ]   |
| 2021      | Takt Op. Destiny                                         | Yūki Itō                           | 12              | Własna twórczość. We współpracy z Madhouse.                                                           | [ 48 ]   |
| 2022      | Attack on Titan: The Final Season Part 2                 | Yuichiro Hayashi Jun Shishido      | 12              | Druga część Attack on Titan: The Final Season.                                                        | [ 49 ]   |
| 2022      | Dance Dance Danseur                                      | Munehisa Sakai                     | 11              | Na podstawie mangi autorstwa George Asakury.                                                          | [ 50 ]   |
| 2022      | Chainsaw Man                                             | Ryū Nakayama Makoto Nakazono       | 12              | Na podstawie mangi autorstwa Tatsukiego Fujimoto.                                                     | [ 51 ]   |
| 2023      | Vinland Saga 2                                           | Shūhei Yabuta                      | 24              | Na podstawie mangi autorstwa Makoto Yukimury. Pierwszy sezon wyprodukowało Wit Studio.                | [ 52 ]   |
| 2023      | Campfire Cooking in Another World with My Absurd Skill   | Kiyoshi Matsuda                    | 12              | Na podstawie light novel autorstwa Rena Eguchiego.                                                    | [ 53 ]   |
| 2023      | Attack on Titan: The Final Season Part 3                 | Yuichiro Hayashi Jun Shishido      | 2               | Trzecia i ostatnia część Attack on Titan: The Final Season.                                           | [ 54 ]   |
| 2023      | Hell’s Paradise                                          | Kaori Makita                       | 13              | Na podstawie mangi autorstwa Yujiego Kaku.                                                            | [ 55 ]   |
| 2023      | Jujutsu Kaisen 2                                         | Shōta Goshozono                    | 23              | Drugi sezon Jujutsu Kaisen.                                                                           | [ 56 ]   |
| 2024      | Bucchigiri?!                                             | Hiroko Utsumi                      | 12              | Własna twórczość.                                                                                     | [ 57 ]   |
| 2024      | Oblivion Battery                                         | Makoto Nakazono                    | 12              | Na podstawie mangi autorstwa Eko Mikawy.                                                              | [ 58 ]   |
| 2024      | Ranma ½                                                  | Kōnosuke Uda                       | 12              | Na podstawie mangi autorstwa Rumiko Takahashi.                                                        | [ 59 ]   |
| 2025      | Zenshu                                                   | Mitsue Yamazaki                    | 12              | Własna twórczość.                                                                                     | [ 60 ]   |
| 2025      | Lazarus                                                  | Shinichirō Watanabe                | 13              | Własna twórczość.                                                                                     | [ 61 ]   |
| 2025      | Campfire Cooking in Another World with My Absurd Skill 2 | Kiyoshi Matsuda                    | nieznana        | Drugi sezon Campfire Cooking in Another World with My Absurd Skill.                                   | [ 62 ]   |
| 2025      | Ranma ½ sezon 2                                          | Kōnosuke Uda                       | nieznana        | Drugi sezon Ranma ½.                                                                                  | [ 63 ]   |
| 2025      | Dorohedoro 2                                             | Yuichiro Hayashi                   | nieznana        | Drugi sezon Dorohedoro.                                                                               | [ 64 ]   |
| 2026      | Hell’s Paradise 2                                        | Kaori Makita                       | nieznana        | Drugi sezon Hell’s Paradise.                                                                          | [ 65 ]   |
| –         | Jujutsu Kaisen 3                                         | Shōta Goshozono                    | nieznana        | Trzeci sezon Jujutsu Kaisen.                                                                          | [ 66 ]   |

### Filmy
| Rok  | Tytuł                                           | Reżyser(zy)       | Czas trwania | Uwagi                                           | Przypisy |
| ---- | ----------------------------------------------- | ----------------- | ------------ | ----------------------------------------------- | -------- |
| 2016 | Garo: Divine Flame                              | Yūichirō Hayashi  | 78 min.      | Kontynuacja Garo: Honō no kokuin.               | [ 67 ]   |
| 2016 | In This Corner of the World                     | Sunao Katabuchi   | 129 min.     | Na podstawie mangi autorstwa Fumiyo Kōno.       | [ 68 ]   |
| 2019 | In This Corner (and Other Corners) of the World | Sunao Katabuchi   | 168 min.     | Rozszerzona wersja In This Corner of the World. | [ 69 ]   |
| 2021 | Jujutsu Kaisen 0                                | Sunghoo Park      | 105 min.     | Prequel Jujutsu Kaisen.                         | [ 70 ]   |
| 2023 | Maboroshi                                       | Mari Okada        | 111 min.     | Własna twórczość.                               | [ 71 ]   |
| 2025 | Róża Wersalu                                    | Ai Yoshimura      | 113 min.     | Na podstawie mangi autorstwa Riyoko Ikedy.      | [ 72 ]   |
| 2025 | Chainsaw Man – The Movie: Reze Arc              | Tatsuya Yoshihara | –            | Sequel Chainsaw Mana.                           | [ 73 ]   |
| –    | Zombieland Saga Movie                           | –                 | –            | Sequel Zombie Land Sagi.                        | [ 74 ]   |

### OVA
| Rok  | Tytuł                   | Reżyser(zy)  | Liczba odcinków | Uwagi                                                          | Przypisy |
| ---- | ----------------------- | ------------ | --------------- | -------------------------------------------------------------- | -------- |
| 2017 | Days: OVA               | Kōnosuke Uda | 2               | Odcinki dołączone do specjalnego wydania 21. i 22. tomu mangi. | [ 75 ]   |
| 2018 | Days: Touin Gakuen-sen! | Kōnosuke Uda | 3               | Odcinki dołączone do specjalnego wydania 26. i 28. tomu mangi. | [ 76 ]   |

### ONA
| Rok       | Tytuł              | Reżyser(zy)                   | Liczba odcinków | Uwagi | Przypisy |
| --------- | ------------------ | ----------------------------- | --------------- | --- | -------- |
| 2012–2015 | Komachi to Dangorō | Hisashi Abe                   | 4               | Własna twórczość. | [ 77 ]   |
| 2020      | Bōkyaku Battery    | Parako Shinohara              | 1               | Na podstawie mangi autorstwa Eko Mikawy.                                                                             | [ 78 ]   |
| 2021      | Yasuke             | LeSean Thomas Takeru Satō     | 6               | Oryginalny serial anime wyprodukowany dla Netflix. Historia luźno oparta na prawdziwej postaci historycznej Yasuke.  | [ 79 ]   |
| 2022      | Kakegurui Twin     | Yuichiro Hayashi Kaori Makita | 6               | Prequel i spin-off Kakegurui. Na podstawie mangi autorstwa Homury Kawamoto i Kei Saiki. Premiera w serwisie Netflix. | [ 80 ]   |

### Inne produkcje
- Yume miru kikai (film, N/A) – anulowany film, pierwotnie wyreżyserowany przez Satoshiego Kona, a po śmierci Kona przejęty przez Yoshimiego Itazu; planowana koprodukcja z Madhouse[81][82]
- Hana wa saku (ONA, 2013) – teledysk do piosenki Yoko Kanno, motyw przewodni projektu NHK „Great Eastern Japan Earthquake Project”; reż. Sunao Katabuchi[83]
- Korekarasaki, nando anata to. (ONA, 2013) – teledysk do piosenki Mishmash i Aimee Isobe; reż. Sunao Katabuchi
- Sex: Prologue (OVA, 2018) – film promocyjny na 30-lecie mangi Sex autorstwa Atsushiego Kamijo; reż. Sayo Yamamoto[84]
- Kick-Flight Promotional Video; Kick-Flight × KANA-BOON (ONA, 2019) – film promocyjny gry mobilnej Kick-Flight, w którym pojawia się piosenka „Flyers” zespołu Kana-Boon; reż. Munehisa Sakai[85]
- Persona 5 Royal (gra, 2019) – animacja otwierająca grę wideo na PlayStation 4 produkcji Atlus; reż. Yuichiro Hayashi
- Jujutsu Kaisen: Phantom Parade (gra, 2022) – animacja otwierająca grę mobilną produkcji Sumzap; reż. Takuji Miyamoto
- Mechronicle  – reż. Shinji Kimura[86][87]